# Administrateur salarié
L'administrateur salarié est une représentation des salariés au sein des conseils d’administration ou de surveillance des grandes entreprises françaises (comptant plus de 10 000 salariés dans le monde ou plus de 5 000 en France). Cette représentation fait suite à l’accord du 11 janvier 2013 conclu entre les partenaires sociaux sur la sécurisation de l’emploi, lui-même repris par la loi du 14 juin 2013 sur la sécurisation de l’emploi.
Les conseils comptant plus de douze administrateurs doivent accueillir deux représentants des salariés ; les autres en accueillent un. Des mandats d’administrateurs représentant les salariés existent déjà dans les entreprises publiques ou anciennement publiques, mais c’est la première fois que la mesure est généralisée aux entreprises privées d’une certaine taille (de l’ordre de 300 entreprises en France). 
Diversement appréciée au sein du patronat comme parmi les syndicats de salariés, cette disposition figurait parmi les promesses électorales de François Hollande. Elle vise à favoriser la prise en compte du point de vue des salariés dans les délibérations des conseils et inversement, à aider l’appropriation par tous les salariés de la stratégie de l’entreprise. La France rejoint ainsi douze pays européens, dont l’Allemagne, les pays scandinaves et les Pays-Bas, ayant mis en place une représentation des salariés dans les organes de gouvernance des entreprises privées d’une certaine taille.

## En France

### Repères historiques
L’idée d’une représentation des salariés au sein des conseils d’administration n’est pas neuve. La loi 26 juillet 1983 relative à la démocratisation du secteur public rend obligatoire la présence de représentants des salariés dans les conseils d’administration des entreprises publiques. En 1986, une ordonnance ouvre aux sociétés anonymes la possibilité d’élire des représentants des salariés aux conseils d’administration ou de surveillance.
La loi du 25 juillet 1994 relative à la participation des salariés oblige à maintenir au moins deux postes d’administrateurs salariés dans les entreprises privatisées, ceux-ci restant optionnels dans les sociétés privées. Cette même loi de juillet 1994, tenant compte du développement concomitant de l’épargne salariale, introduit des postes de représentants des salariés actionnaires dans certains conseils d’administration.
La loi du 15 mai 2001 relative aux nouvelles régulations économiques modifie le Code du commerce, ouvrant aux entreprises volontaires la possibilité d’introduire des salariés à leur conseil d’administration par une modification réversible des statuts, approuvée par l’assemblée générale des actionnaires. Ce changement statutaire peut d’ailleurs s’envisager après une période probatoire sous la forme du censorat (mission d’assistance contractuelle au sein du conseil).
La loi de modernisation sociale du 17 janvier 2002 conforte ce mouvement. Mais ses décrets d’application sur ce point ne sont jamais parus. La loi du 30 décembre 2006 portant sur la participation et l’actionnariat salarié impose la représentation des salariés par au moins un administrateur ou un membre du conseil de surveillance, pour les sociétés cotées dont les salariés détiennent plus de 3 % du capital. Enfin, la loi du 14 juin 2013 sur la sécurisation de l’emploi transpose les termes de l’accord national interprofessionnel du 11 janvier.
La présence de salariés au sein des conseils d’administration et de surveillance s’ajoute à celle, prévue par les Lois Auroux de 1982, des représentants du comité d’entreprise qui, eux, n’ont qu’une voix consultative.
Parmi les douze pays européens ayant adopté des mesures similaires, la France est celle dont les seuils d’application sont les plus élevés en termes d’effectif (5 000 salariés). Le seuil le plus élevé était jusqu’en 2013 celui du Luxembourg (1 000 salariés). Au Danemark, l’effectif seuil à partir duquel une entreprise peut désigner des administrateurs salariés est de 35 personnes. Il est de 30 en Norvège et de 25 en Suède.

### Mode de désignation des administrateurs salariés
Les modalités de désignation des administrateurs salariés donnent lieu à une modification des statuts et doivent à ce titre être approuvées par l’assemblée générale des actionnaires. La loi ouvre le choix entre quatre modalités :
1. l’élection par les salariés de la société et de ses filiales situées sur le territoire français ;
2. la désignation par le comité de groupe, le comité central d’entreprise ou le comité d’entreprise de la société ;
3. la désignation par l’organisation ou les deux organisations syndicales arrivées en tête des élections professionnelles ;
4. la désignation par le comité d’entreprise européen[5].

Le vote de l’assemblée des actionnaires portant modification des statuts doit intervenir dans les 6 mois à compter du moment où l’entreprise est assujettie à l’obligation de mettre en place des représentants des salariés. À compter de cette décision, leur élection ou désignation doit avoir lieu dans les 6 mois.

### Salariés éligibles
Sont éligibles à la fonction d’administrateur les titulaires d’un contrat de travail correspondant à un emploi effectif, depuis au moins deux ans (sauf si l’entreprise a moins de deux ans), avec la société ou l’une de ses filiales directe ou indirecte, dont le siège social est fixé sur le territoire français.
La loi réserve donc cette fonction de représentation à des salariés en exercice dans l’entreprise ; autrement dit, elle exclut qu’elle puisse être exercée par des personnes extérieures à l’entreprise, par exemple des syndicalistes, des professeurs d’universités ou des juristes proposés par le comité d’entreprise, comme cela est le cas par exemple en Allemagne (Betriebsrat) ou aux Pays-Bas (Works Council).
De même, elle réserve cette fonction aux titulaires d’un contrat de travail avec un établissement dont le siège social est situé en France (dans les cas où deux administrateurs doivent être nommés, le second peut l’être par le comité de groupe européen). Ce point avait fait l’objet de débats entre partenaires sociaux, les syndicats de salariés étant plutôt attachés au principe d’une représentation par des salariés français, le patronat plus ouvert à l’idée d’une représentativité des effectifs mondiaux des entreprises.
Les salariés siégeant déjà au conseil d’administration ou de surveillance au titre de la représentation des salariés actionnaires ne peuvent prétendre, aux termes de la loi, représenter l’ensemble des salariés, quelle que soit l’étendue de l’actionnariat salarié au sein de l’entreprise (la France est le pays européen où l’actionnariat salarié est le plus développé). Ce point avait été également discuté entre les partenaires sociaux ; la loi suit ici le point de vue majoritaire parmi les syndicats de salariés.
D’après le code du commerce, un salarié siégeant au conseil d’administration ou de surveillance doit abandonner tous ses autres mandats syndicaux. Les représentants des salariés au conseil ne sont donc pas les leaders syndicaux d’entreprise ou de branche et ne siègent pas au comité d’entreprise, au comité de groupe ou au CHSCT. En Autriche au contraire, ces administrateurs sont obligatoirement membres du Comité d'entreprise. En Allemagne, les administrateurs salariés sont souvent les leaders syndicaux au sein de leur entreprise (présidents du comité d’entreprise, par exemple).
Il est généralement considéré que la fonction d’administrateur requiert une bonne connaissance de l’entreprise et du groupe, et des compétences techniques incontournables (lecture du bilan, stratégie d'entreprise, droit, gestion, etc.). Il n’est pas obligatoire de la confier systématiquement à un cadre. Cependant, en pratique, se pose immanquablement la question de la formation des administrateurs, au-delà de leurs dispositions ou appétences initiales à la fonction. L’article L.225-30-2 du Code du commerce prévoit ainsi que les administrateurs salariés peuvent bénéficier « à leur demande d’une formation adaptée à l’exercice de leur mandat ; à la charge de la société ». Un décret d’application devrait apporter des précisions. Cette formation des administrateurs ne vient pas s’imputer sur leur crédit d’heures.
Syndicalistes et dirigeants convergent sur le fait que la condition essentielle à la réussite de cette mesure sera la formation des représentants des salariés. On peut distinguer trois niveaux de formation des administrateurs salariés : la formation relative aux compétences « techniques » (stratégie, finance d’entreprise, droit boursier, droit commercial, comptabilité, etc.), la formation relative au métier d’administrateur (droits et risques) et la formation sur le rôle politique de l’administrateur au sein de l’organisation, qui incombe plutôt aux organisations syndicales.
En France, l’Institut français des administrateurs (IFA), propose des formations aux administrateurs. En 2010, l’Institut a créé un cursus de certification des administrateurs, ouvert aux administrateurs salariés, représentant une douzaine de jours répartis en dix mois. La formation est volontairement sélective : les candidats sont sélectionnés à l’entrée par un jury et évalués à la sortie.
La durée du mandat de tous les administrateurs est fixée à six ans au maximum. L’administrateur est cependant rééligible, sauf disposition contraire des statuts

### Responsabilités de l’administrateur
Comme tout autre administrateur, l’administrateur salarié doit exercer sa mission selon les principes directeurs suivants : 
- il doit être soucieux de l’intérêt social de l’entreprise (au sens de raison sociale),
- il doit avoir une qualité de jugement, en particulier des situations, des stratégies et des personnes, qui repose notamment sur son expérience,
- il doit avoir une capacité d’anticipation lui permettant d’identifier les risques et les enjeux stratégiques
- il doit être intègre, présent, actif et impliqué.

Le code Afep-Medef  ajoute : « Quelle que soit sa qualité ou sa compétence particulière, chaque administrateur doit agir dans l’intérêt social de l’entreprise sauf à engager sa responsabilité personnelle. »
Dans le cadre de son mandat, il peut engager sa responsabilité en cas de faute ou d’infraction. Si la faute commise a engendré des dommages pour la société ou pour les tiers, la responsabilité est civile. S’il s’agit d’une infraction ou d’une fraude, la responsabilité engagée est pénale. L’administrateur salarié devra donc souscrire une assurance en responsabilité civile.   

### Indemnisation
L’entreprise prend en charge le remboursement des frais de déplacement et de matériel, de documentation, de formation et éventuellement de secrétariat partagé en fonction de sa taille et de sa situation. 
Au titre de leur mandat, les administrateurs salariés peuvent percevoir une rémunération ou des « jetons de présence ». L’administrateur salarié se sert en général de sa rémunération pour payer certaines dépenses liées à son mandat et non déjà couvertes par l’entreprise, de même que les dépenses liées à sa responsabilité (frais d’avocat, par exemple). Dans la pratique, cependant, la rémunération de l’administrateur salarié est majoritairement reversée aux organisations syndicales. En Allemagne, ce système est même obligatoire, les sommes ainsi prélevées servant à financer une fondation chargée d’assurer les formations des administrateurs.
Toutefois, les jetons de présence constituent une rémunération, directement perçue et soumise à l’IRPP (impôt sur le revenu des personnes physiques). Pour cette raison, certains représentants des salariés évoquent deux inconvénients possibles liés à cette rémunération : l’installation d’un malaise à l’égard de leurs collègues dont ils doivent en principe représenter le point de vue au conseil et un possible contrecoup fiscal (si le contribuable change de barème d’imposition du fait de cette ressource complémentaire, même s’il la reverse intégralement à son syndicat). C’est ainsi que certains suggèrent de ne pas rétribuer les administrateurs salariés, par souci de clarté et de simplicité. 
Inversement, certains soulignent que les jetons de présence représentent la contrepartie financière de l’engagement moral, civil et pénal de la responsabilité de l’administrateur. Leur importance ne doit pas être négligée, fût-ce pour des considérations techniques.

## En Allemagne
Depuis 1976, les administrateurs salariés doivent composer la moitié du Conseil de surveillance pour les entreprises comportant plus de 2 000 salariés, et un tiers de celui-ci pour les entreprises comportant entre 500 et 2 000 salariés,. 

## Norvège
Le Conseil d'administration des entreprises de 30 à 50 salariés doit comprendre un administrateur salarié, et le tiers de ses membres pour les entreprises de 50 à 200 salariés. Au-delà, il est prévu des postes supplémentaires.